# Elsa Raccanelli
Elsa Raccanelli (Chile, siglo XIX - siglo XX) fue una cantante soprano chilena que triunfó en el Gran Teatro del Liceo de Barcelona en la década de 1910. En 1916 estrenó allí la ópera Tassarba de Enric Morera i Viura.